# Värmlands konstnärsförbund
Värmlands konstnärsförbund är ett konstnärsförbund för konstnärer födda eller verksamma i Värmland. Förbundet bildades 1919.

## Historik
Förbundet bildades 2 mars 1919 med Wenzel Björkhagen, Gustaf Thorsander och Bror Lindh som initiativtagare.
Förbundets första utställning genomfördes 22 november 1919 i Rådhussalen Karlstad. Vid utställningen deltog i stort sett samtliga av förbundets medlemmar.
När Björkhagen avled 1926 valdes häradshövding Torsten Nilsson till förbundets ordförande. Under Nilssons ledning organiserades en konstutställning till Karlstads industri och hantverksutställning 1927. Konstutställningen hölls i nuvarande Tingvallagymnasiet och blev den största allmänt omfattande utställning av Värmländsk konst som fram till dess förekommit.
År 1929 inbjöds förbundet att representera värmlandskonsten vid invigningen av Värmlands museum i Karlstad.
I mitten av 1930-talet diskuterades att man skulle ombilda konstnärsförbundet till en allmän värmländsk konstförening. Slutligen enades man om att konstnärsförbundet skulle vara en fristående del inom konstföreningen med en egen ledning och möjlighet att tillsätta representanter i konstföreningens styrelse. 
Den 19 maj 1936 bildades Värmlands konstförening med Värmlands konstnärsförbund som självständig underavdelning.

## Medlemskap och verksamhet
För att bli medlem i Värmlands konstnärsförbund krävs
- en ansökan och arbetsprov som granskas av en invalsnämnd.
- att man är född eller verksam i Värmland.

Värmlands konstnärsförbund har ett drygt 100-tal aktiva medlemmar.